# ドゥービー天国
『ドゥービー天国』（原題：What Were Once Vices Are Now Habits）は、アメリカ合衆国のロック・バンド、ドゥービー・ブラザーズが1974年に発表した4作目のスタジオ・アルバム。本作からシングル・カットされた「ブラック・ウォーター」が全米1位を獲得した。

## 背景
前作『キャプテン・アンド・ミー』（1973年）に引き続き、後にバンドの正式メンバーとなるジェフ・バクスターがゲスト参加した。本作のリリース前にマイケル・ホサックが脱退しており、アルバムのクレジットでは、ホサックの名前は他の外部プレイヤーと共に「Special Thanks」として記載された。また、ホサックの後任として加入したキース・ヌードセンは「Very Special Thanks」としてクレジットされた。
「アナザー・パーク」は、トム・ジョンストンが当時のガールフレンドと別れた体験を元に作られた曲。「ブラック・ウォーター」は、当時フォーク・ブルースに傾倒していたパトリック・シモンズの作ったギター・リフがプロデューサーのテッド・テンプルマンに気に入られて、その後バンドがニューオーリンズでライヴを行った際、シモンズが同地での体験を元に歌詞を書いた。

## 反響
アメリカのBillboard 200では4位に達し、バンドにとって初のトップ5入りを果たした。1974年には本作からのシングル「アナザー・パーク」が全米32位、「銀色の瞳」が全米52位に達した。そして、「ブラック・ウォーター」はシングル「アナザー・パーク」のB面に収録されていたが、その後バージニア州ロアノークのラジオ局でヘヴィ・ローテーションとなり、それをきっかけに「君に捧げし歌」をB面に収録したシングル（レコード番号：WBS 8062）A面曲としてもリリースされて、1975年にはバンドにとって初の全米1位獲得を果たした。
また、ドゥービー・ブラザーズは本作で初の全英アルバムチャート入りを果たし、最高19位に達した。

## 収録曲
特記なき楽曲はトム・ジョンストン作。B6はインストゥルメンタル。
Side 1
1. 君に捧げし歌 - "Song to See You Through" - 4:06
2. スピリット - "Spirit" - 3:15
3. 53番街の追跡 - "Pursuit on 53rd St." - 2:33
4. ブラック・ウォーター - "Black Water" (Patrick Simmons) - 4:17
5. 銀色の瞳 - "Eyes of Silver" - 2:57
6. ロード・エンジェル - "Road Angel" (Tom Johnston, Tiran Porter, John Hartman, Michael Hossack) - 4:49

Side 2
1. キャント・ストップ・イット - "You Just Can't Stop It" (P. Simmons) - 3:28
2. お望みのまま - "Tell Me What You Want (And I'll Give You What You Need)" (P. Simmons) - 3:53
3. ダウン・イン・ザ・トラック - "Down in the Track" - 4:15
4. アナザー・パーク - "Another Park, Another Sunday" - 4:27
5. 砂浜の娘 - "Daughters of the Sea" (P. Simmons) - 4:29
6. フライング・クラウド - "Flying Cloud" (T. Porter) - 2:00

## 参加ミュージシャン
- トム・ジョンストン - ボーカル、ギター
- パトリック・シモンズ - ボーカル、ギター
- タイラン・ポーター - ボーカル、ベース
- ジョン・ハートマン - ドラムス
- キース・ヌードセン - ドラムス、ボーカル

アディショナル・ミュージシャン
- マイケル・ホサック - ドラムス
- ビル・ペイン - キーボード
- ジェフ・バクスター - ペダル・スティール・ギター
- メンフィス・ホーン - ホーン・セクション
- ミルト・ホランド - タブラ、ヴィブラフォン、マリンバ、パンデイロ
- エディ・ガスマン - コンガ、ティンバレス
- アーロ・ガスリー（英語版） - オートハープ
- ノヴィ・ノヴォグ（英語版） - ヴィオラ
- ジェイムズ・ブッカー - ピアノ
- テッド・テンプルマン - パーカッション